# Стерляжья
Стерляжья — река в России, протекает в Красноярском крае. Устье реки находится в 1043 км по левому берегу реки Кеть. Длина реки составляет 59 км, площадь водосборного бассейна 421 км².

## Бассейн
- Прямая
  - Короткий
- Мелкий

## Данные водного реестра
По данным государственного водного реестра России относится к Верхнеобскому бассейновому округу, водохозяйственный участок реки — Кеть, речной подбассейн реки — бассейн притоков (Верхней) Оби от Чулыма до Кети. Речной бассейн реки — (Верхняя) Обь до впадения Иртыша.